# Vilma Vaculová
Vilma Vaculová (20. září 1930 - 12. července 2001) byla slovenská a československá politička, bezpartijní poslankyně Slovenské národní rady v 60. letech a Sněmovny národů Federálního shromáždění za normalizace.

## Biografie
Ve volbách roku 1964 se stala poslankyní Slovenské národní rady.
Po provedení federalizace Československa usedla do Sněmovny národů Federálního shromáždění. Mandát nabyla až dodatečně v březnu 1971. Do federálního parlamentu ji nominovala Slovenská národní rada. Ve federálním parlamentu setrvala do konce funkčního období, tedy do voleb roku 1971.